# A Noiva de Messina
A Noiva de Messina (em alemão: Die Braut von Messina) é uma tragédia em coros, em quatro atos, de Friedrich Schiller. Foi estreada em 19 de março de 1803 em Weimar. É um dos trabalhos mais controversos de Schiller, devido ao uso de elementos das tragégias gregas (que eram consideradas obsoletas na época em que ela foi escrita).
Na peça, Schiller tenta mesclar o teatro antigo e o moderno. A história se passa na Sicília, no tempo em que o Paganismo e o Cristianismo se confrontavam, expondo novamente esta temática.
Robert Alexander Schumann escreveu a abertura para Die Braut von Messina, seu Opus 100.
Esta peça foi traduzida por Gonçalves Dias.